# Hergiswil
Hergiswil is een gemeente en plaats in het Zwitserse kanton Nidwalden. Hergiswil telt 5396 inwoners.

## Sport
- FC Hergiswil is de lokale voetbalclub.

## Partnersteden
- Tienen (België), sinds 1975

Beckenried · Buochs · Dallenwil · Emmetten · Ennetbürgen · Ennetmoos · Hergiswil · Oberdorf · Stans · Stansstad · Wolfenschiessen
- Gemeinsame Normdatei: 4322067-8
- Historisch woordenboek van Zwitserland: 000753
- Library of Congress Control Number: n78096627
- MusicBrainz: 002d60c4-bfe8-4f8b-b620-6d7bfdbd0f6b
- Nationale Bibliotheek van Israël: 987007552545405171
- Virtual International Authority File: 314807923
- WorldCat: E39PBJqBp7YWW7bTDXFr6KKyBP